# 김해·김경원 정려
김해·김경원 정려(金澥·金慶遠 旌閭)는 대한민국 충청남도 공주시 우성면에 있다. 1997년 6월 5일 공주시의 향토문화유적 제9호로 지정되었다.